# Lua (programski jezik)
Lua (portugalsko lua pomeni "luna") je lahki, dinamičen in zmogljiv programski jezik zasnovan kot skriptni jezik z »razširljivo semantiko« kot osnovni cilj. Lua je večplatformska programska oprema odkar je bila napisana v ISO C. Lua ima relativno preprost C aplikacijsko programljivi vmesnik, zato velja, da je »Lua še posebej uporabna pri oskrbovanju končnih uporabnikov s preprostmi načinom programiranja obnašanja programskega produkta brez podrobnega poznavanja notranjosti«.
Glavna prednost Lue je njena razširljivost z zunanjimi knjižnicami. Osnovno jedro Lue je razmeroma preprosto in integracija z zunanjimi knjižnicami omogoča uporabnikom uporabo naprednih funkcij in metod.
Lua je izredno prenosljiva, saj je njena uporaba mogoča na prenekaterih platformah, kot so: Linux, Windows, PlayStation, Xbox, Mac OS X, iOS, Android, Raspberry Pi in druge.
Lua je nastala leta 1993 na oddelku za računalništvo univerze PUC v Riu de Janeiru v  Braziliji.